# Айронс, Фрэнк
Фрэ́нсис Кли́вленд (Фрэнк) А́йронс (англ. Francis Cleveland "Frank" Irons; 23 марта 1886, Де-Мойн — 19 июня 1942, Палатин, Иллинойс) — американский легкоатлет, чемпион летних Олимпийских игр 1908 года.
На Играх 1908 года в Лондоне Айронс участвовал в четырёх дисциплинах. Он стал чемпионом в прыжке в длину с новым олимпийским рекордом 7,48 м. Также он занял 16-е место в тройном прыжке, разделил восьмое место в прыжке в высоту с места и с неизвестным результатом участвовал в прыжке в длину с места.
На следующих Олимпийских играх 1912 года в Стокгольме Айронс стал девятым в прыжке в длину.